# لوتارو ميسا
لوتارو ميسا (بالإسبانية: Lautaro Mesa) هو لاعب كرة قدم أرجنتيني في مركز الهجوم، ولد في 26 أبريل 1997 في إيزيزا في الأرجنتين. لعب مع أرجنتينوس جونيورز.

## وصلات خارجية
- لوتارو ميسا على موقع قاعدة بيانات كرة القدم.إي يو (الإنجليزية)
- لوتارو ميسا على موقع Soccerway.com (الإنجليزية)